# 파리브레스트

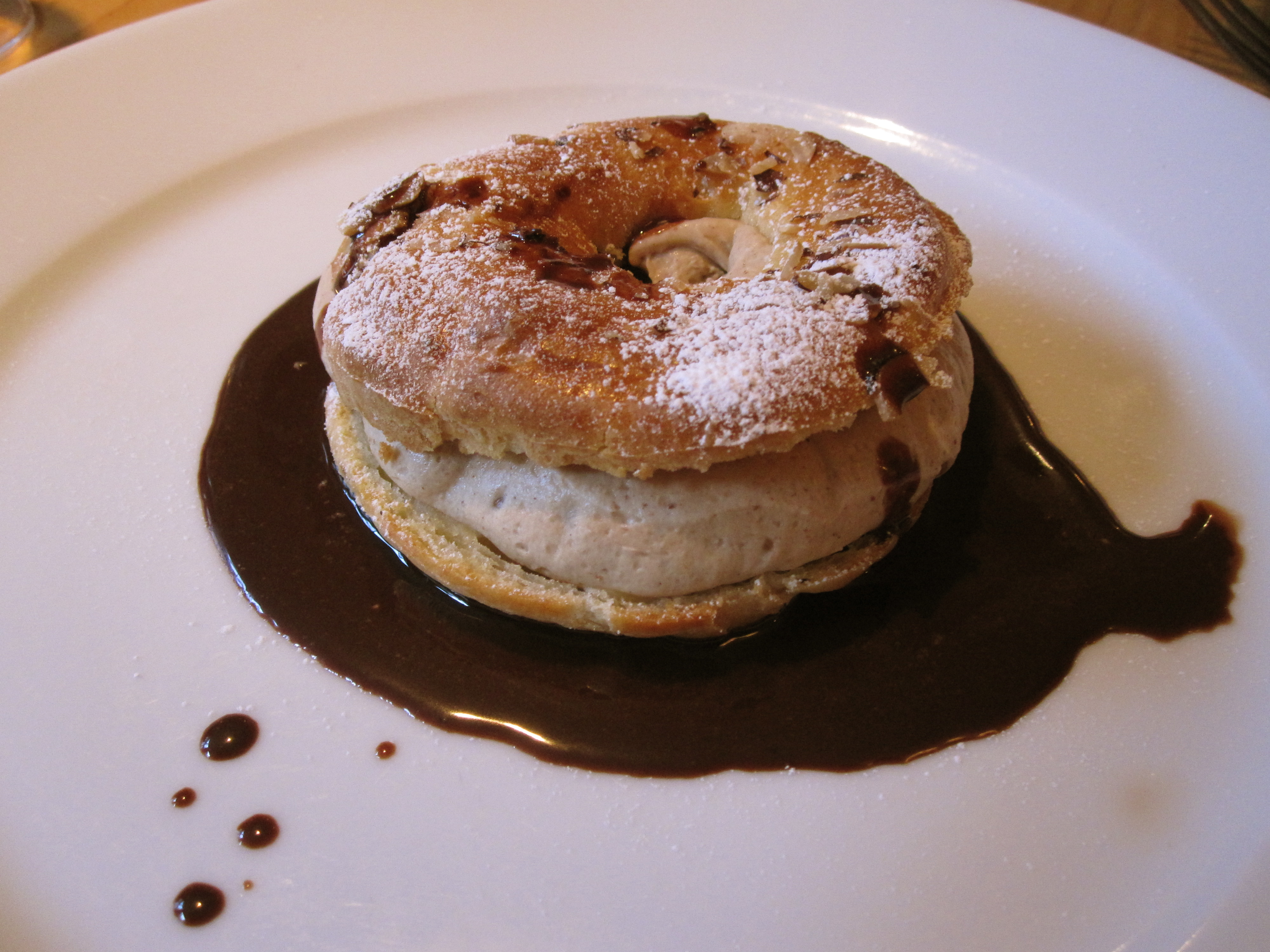
Un Paris-Brest

파리브레스트(프랑스어: paris-brest)는 프랑스의 페이스트리이며, 그 역사가 근 100년을 간직하고 있다.
슈 페이스트리를 링모양으로 두른 뒤 구워서 반으로 자른 다음, 모카크림, 프랄린크림등을 샌드한 것이다. 프랑스 유명 불랑제리인 라 뚜르 데 델리스(La Tour des delices)의 불랑제인 발렝땡 쉐프가 그당시 열린 자전거 경주인 파리-브레스트-파리 코스 "파리브레스트"를 감상하며, 자전거의 바퀴에 영감을 얻어 만들었다고 한다. 실제로 가운데 빈 모습과 체인을 연상하는 크림의 샌드는 자전거 바퀴와 흡사한데. 불랑제 역시 이를 기념하기 위해 이 빵 이름을 파리브레스트라고 명했다.